# ادبیات توده
ادبیات توده یا ادبیات عامیانه به آن دسته از ادبیات گفته می‌شود که بیشتر به گونه شفاهی از نسل‌های پیشین سینه به سینه به زمان ما رسیده‌است و در میان توده مردم رواج دارد.
ادبیات تودگانه در زبان پارسی به گونه‌های زیادی نمود یافته‌است از جمله:
- مثل‌ها و ضرب‌المثل‌ها
- متلک‌ها
- معماها
- لغزها
- چیستان
- دوبیتی‌ها
- فهلویات
- تقلید از زبان جانوران
- ترانه‌ها
- آوازها
- قصه‌ها
- متل-راز
- حکایات راجع به جانوران
- افسانه‌ها (برای نمونه گوهر شب‌چراغ، جابلقا و جابلسا)
- تئاتر و نمایشهای توده: (نمایش تقلید، پهلوان کچل، خیمه شب بازی، تعزیه)
- تصنیف‌های عامیانه
- کتابهای تفریحی توده (نمونه: رمز حمزه حسین کرد، امیرارسلان، چهل طوطی، اسکندر نامه، شنگول و منگول، خاله سوسکه، خسرو و دیوزاد، کلثوم ننه، بهرام و گل‌اندام، عاق والدین و جزاینها)
- رمانهای پهلوانی
- طومارهایی که در قهوه‌خانه می‌خوانند.
- نقالی و شاهنامه‌خوانی
- مرثیه در مرگ اشخاص سرشناس
- اشعاری که به مناسبت عید نوروز خوانده می‌شود.